# 이리자리 V462
이리자리 V462(Nova Lupi 2025)는 2025년 6월 12일에 이리자리에서 발생한 밝은 신성이다. 2025년 6월 12일, ASAS‑SN에 의해 발견되었으며, 당시 겉보기 등급은 약 +8.7이었다. 그리고, 6월 14일, 공식적으로 신성(classical nova)으로 분류되었다.

## 밝기 변화
- AAVSO(미국 변광성 협회)의 관측 자료에 따르면, 현재 밝기는 감소한다.
- 관측 위치는 적도 남쪽 −40° 근처이며,  북반구에서도 지평선 가까이에서 2~3° 정도 띄워 보면 등급 +9 정도까지 관측 가능한다.